# クニガミサンショウヅル
クニガミサンショウヅル（国頭山椒蔓、Elatostema suzukii）は、イラクサ科ウワバミソウ属の多年草。

## 概要
沖縄県沖縄島固有種。沖縄島北部森林地帯（やんばる）の河川沿いや湿気の多い場所に生育する。
多年草で、茎は直立し、長さ6〜12cm、基部は匍匐する。葉は互生で、長さ3〜3.5cmで、長楕円形、葉縁に鈍鋸歯をもち、裏面は白身を帯びる。単性花で、直径4〜6mm、色は白色。また、雄花は頭状花序、雌花は集散花序である。
ダム等の建設や森林伐採により生育環境が減少している。

## 保護上の位置づけ
準絶滅危惧（NT）（環境省レッドリスト）
生育地である下記の地方公共団体が作成したレッドデータブックにも掲載されている。
- 沖縄県：準絶滅危惧